# La Cogula
La Cogula är en kulle i Spanien.   Den ligger i provinsen Província de Tarragona och regionen Katalonien, i den östra delen av landet, 400 km öster om huvudstaden Madrid. Toppen på La Cogula är 375 meter över havet, eller 97 meter över den omgivande terrängen. Bredden vid basen är 3,3 km.
Terrängen runt La Cogula är platt åt sydväst, men åt nordost är den kuperad. Närmaste större samhälle är Alcanar, 3,8 km söder om La Cogula. 